# Square One
Square One war eine deutsche Hip-Hop-Gruppe aus München, bestehend aus den Mitgliedern Ali Rasul, Iman sowie Edward Sizzerhand und MC Gianni.

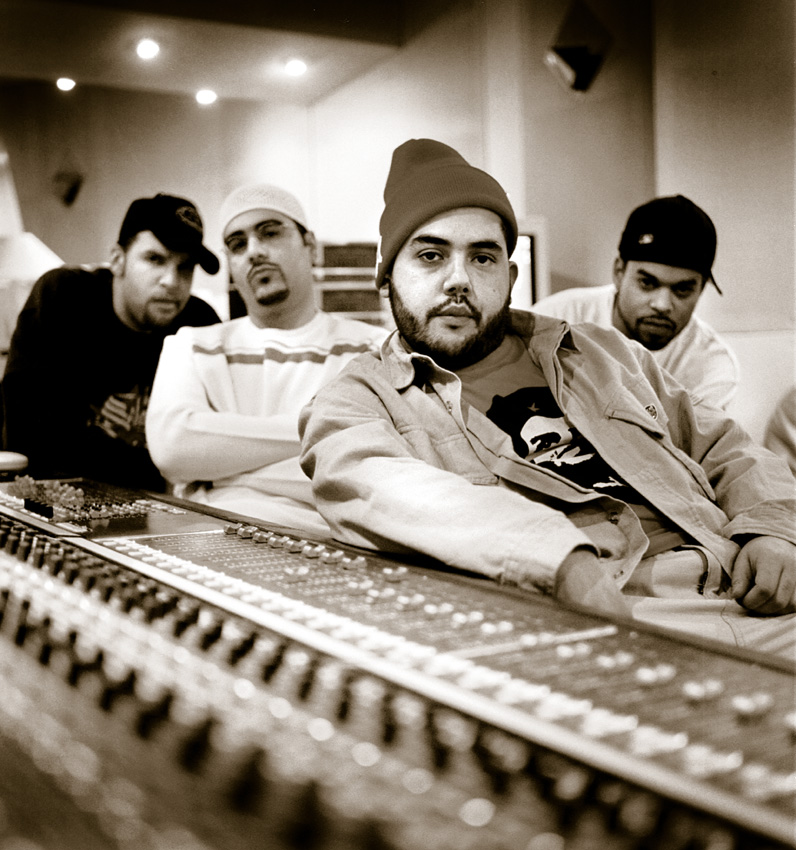
Square One im Studio in München 2001

## Geschichte
Anfang der 1990er Jahre lernten sich in München die beiden Perser Ali Rakhshandeh alias Rasul Allah und Iman Shahidi kennen. Wenige Monate später gründeten die beiden zusammen mit Freunden ihr erstes Studio. Später begann Rasul Allah dann das erste Mal über Imans Beats zu rappen. Das sollte jedoch nicht von Dauer sein, denn Ali verließ München und wanderte nach Nordamerika aus, kehrte allerdings ein Jahr später schon wieder nach München zurück, um mit Iman an einem 4-Track-Demotape zu arbeiten.
Im Jahr 1996 trafen die beiden auf den damaligen Backspin-Redakteur Edward Sizzerhand, der sich den beiden anschloss und ihr DJ wurde. Als das Demotape über Umwege bei Rene Goldenbeld von Showdown Records eintraf, kam es nach einigen Gesprächen zu einem Vertragsabschluss und kurze Zeit darauf zur Veröffentlichung der ersten Maxi „Mind.Body.Soul.“ Später stieß das Trio auf Gianni Dolo, der die Gruppe ergänzen sollte.
Der endgültige Durchbruch gelang Square One mit der nächsten Maxi State Of The Art, ehe im Sommer 2001 ihr Debütalbum mit dem Titel Walk Of Life erschien, mit Gastauftritten der auf Englisch rappenden Münchener Providence und Yinka sowie Patrice und Party Arty (The Ghetto Dwellas).
Im Jahr 2002 folgten der Bruch und die Trennung der Gruppe, die durch interne Streitereien und finanzielle Differenzen verursacht wurde, so Edward Sizzerhand in einem Interview.
Am 12. Mai 2010 starb der MC Rasul Allah infolge eines Herzinfarktes an seinem Wohnort Vancouver, Kanada.

## Diskografie
Alben
- 2001 Walk of Life (Square One – Showdown Records)
- 2002 Walk of Life +1 (Japan Import) (Square One – MicLife Records)
- 2016 Walk of Life - ReRelease (Showdown Records)

Singles
- 1998 Mind.Body.Soul. (Square One  – Showdown Records)
- 1999 State Of The Art (Square One – Showdown Records)
- 2001 Applause (Square One – Showdown Records)
- 2001 Can’t Mess / Backstabbers (Square One – Showdown Records)
- 2001 Fallen Angels (Square One – Showdown Records)
- 2001 Countdown (Square One – Showdown Records)

Kompilationen und Mixtapes
- 1998 Showdown presents Mc Throwdown (Various – Showdown Records)
- 2000 Master Blaster Vol. 1 (Various)
- 2000 Deiner Tracks Vol. 2 (Various)
- 2001 Splash! Allstars Event Album 2001 (Various)
- 2001 Bravo Black Hits Vol. 5 (Various)
- 2001 Master Blaster Vol. 2 (Various)
- 2002 Showdown Soundcheck Vol. 1 (Various)
- 2002 Showdown Soundcheck Vol. 2 (Various)